# Sindre Lunke
Sindre Skjøstad Lunke, né le 17 avril 1993 à Stokmarknes, est un coureur cycliste norvégien, professionnel entre 2016 et 2020.

## Biographie
Sindre Lunke obtient son premier résultat notable lors du Tour du Val d'Aoste 2014 qu'il termine à la cinquième place. L'année suivante, il rejoint l'équipe continentale Joker et se classe notamment septième du Tour de l'Avenir.
En 2016, il passe professionnel au sein de l'équipe World Tour Giant-Alpecin. Il participe au Tour d'Espagne 2016 et au Tour d'Italie 2017.
Le 8 septembre, l'équipe continentale professionnelle Fortuneo-Oscaro annonce sa signature pour la saison 2018. Le grimpeur norvégien y rejoint Warren Barguil, qu'il a côtoyé pendant deux ans chez Sunweb.
En 2019, il rejoint l'équipe norvégienne Riwal Readynez. En décembre 2019, il subit une crise cardiaque lors d'un camp d'entraînement en Espagne. 
En 2020, il cumule seulement 14 jours de course en raison de la pandémie de Covid-19. En septembre 2020, il déclare avoir perdu la motivation de courir et annonce la fin de sa carrière à 27 ans.

## Palmarès et classements mondiaux

### Palmarès sur route
- 2018
  - 2e étape des Gauldal 3-dagers
- 2019
  - 2e du Sundvolden GP
  - 3e du Ringerike Grand Prix

### Résultats sur les grands tours

#### Tour d'Italie
1 participation
- 2017 : 120e

#### Tour d'Espagne
1 participation
- 2016 : 135e

### Classements mondiaux
| Année                                 | 2014 | 2015 | 2016 | 2017  | 2018  | 2019 |
| ------------------------------------- | ---- | ---- | ---- | ----- | ----- | ---- |
| UCI World Tour                        |      |      | nc   | 425e  | nc    |      |
| Classement mondial                    |      |      | nc   | 1396e | 1785e | 565e |
| UCI Europe Tour                       | 641e | 771e | nc   | 933e  | 1298e | 427e |
| UCI Asia Tour                         | nc   | nc   | nc   | nc    | 518e  |      |
|                                       |      |      |      |       |       |      |
| Légende : nc = non classéSource : UCI |      |      |      |       |       |      |